# Besættelsesmuseum Fyn
Besættelsesmuseum Fyn, tidligere Historiecenter Beldringe, er et museum, som dokumenterer og informerer om besættelsestiden på Fyn og især i Odense i perioden 1940-1945. Museet er indrettet i en tysk bunker, der ligger ved Beldringe Lufthavn.
55°28′22.94″N 10°19′46.54″Ø / 55.4730389°N 10.3295944°Ø
|  | Denne artikel om en bygning eller et bygningsværk kan blive bedre, hvis der indsættes et (bedre) billede. Du kan hjælpe ved at afsøge Wikimedia Commons for et passende billede eller lægge et op på Wikimedia Commons med en af de tilladte licenser og indsætte det i artiklen. |